# Kazimierz Andrzej Rybiński
Kazimierz Andrzej Rybiński (ur. 30 listopada 1924 w Łodzi, zm. 8 września 2011 w Łodzi) – polski lekarz, profesor doktor habilitowany nauk medycznych o specjalności chirurgia i chirurgia endokrynologiczna, twórca polskiej chirurgii endokrynologicznej. 

## Życiorys

### Wykształcenie
Ukończył szkołę podstawową w Warcie. W 1937 rozpoczął naukę w gimnazjum w Łodzi. Przerwał ją wybuch II wojny światowej. W wieku 17 lat został wywieziony na roboty przymusowe do jednej z berlińskich fabryk. Tam włączył się w działalność konspiracyjną, za którą został aresztowany i wywieziony do obozu koncentracyjnego Buchenwald, a następnie do Dachau, gdzie uczestniczył w tajnym nauczaniu. Po wyzwoleniu przez żołnierzy armii amerykańskiej kontynuował edukację w Monachium, gdzie w 1946 zdał egzamin maturalny i rozpoczął studia medyczne na tamtejszym uniwersytecie. Ukończył je już w Polsce – na Wydziale Lekarskim Akademii Medycznej w Łodzi. Dyplom lekarza uzyskał w 1952.

### Kariera chirurgiczna
Po studiach podjął pracę asystenta w II Klinice Chirurgii AM w Łodzi. Tam 26 października 1954 uzyskał specjalizację I stopnia w zakresie chirurgii, a 2 marca 1959 – specjalizację II stopnia z tej dziedziny. 16 stycznia 1962 obronił dysertację „Badania czynności płuc po operacji w obrębie jamy brzusznej” i otrzymał tytuł doktora nauk medycznych oraz stanowisko adiunkta. Od 1964 pełnił funkcję dyrektora Szpitala Klinicznego im. S. Sterlinga w Łodzi. Stopień doktora habilitowanego rada Wydziału Lekarskiego AM w Łodzi nadała mu 28 czerwca 1966 na podstawie rozprawy: „Czynność krążenia płucnego podczas operacji w obrębie płuc i serca”. W 1967, wspólnie z prof. Janem Mollem, przeprowadził pierwszy w Łodzi zabieg przeszczepienia nerki.

### Doświadczenia kardiochirurgiczne
W latach 1966–1967 przebywał w czołowych klinikach chirurgicznych Europy: w Berlinie, Monachium i Halle (Westf.), zdobywając doświadczenia umożliwiające przeprowadzenie przeszczepu serca. Opracował wytyczne postępowania w kardiochirurgii i transplantologii, szeroko publikowane w piśmiennictwie światowym. 
13 miesięcy po pierwszym na świecie przeszczepie serca, w styczniu 1969, wraz z prof. Janem Mollem dokonał w Łodzi pierwszego w Polsce przeszczepu serca (kierował zespołem operującym dawcę, a prof. Moll – biorcę). Zabieg zakończył się niekorzystnie – pacjent zmarł po przeszczepie. Z powodu późniejszej nagonki na zespół dokonujący przeszczepu był wielokrotnie przesłuchiwany. Przeżycie to było bezpośrednią przyczyną zmiany kierunku zainteresowań naukowych.

### Rozwój chirurgii endokrynologicznej
W 1973 Kazimierz Rybiński przebywał w czołowych europejskich ośrodkach naukowych specjalizujących się w dziedzinie chirurgii endokrynologicznej – w Brnie, Monachium i Salzburgu. W tym samym roku  powierzono mu obowiązki konsultanta wojewódzkiego ds. chirurgii dla województwa łódzkiego. Rozpoczął także organizację od podstaw Oddziału Chirurgii w nowo powstałym Szpitalu im. M.Kopernika w Łodzi, który w 1975 wszedł w skład Instytut Endokrynologii AM w Łodzi stając się pierwszą w Polsce Kliniką Chirurgii Endokrynologicznej. Jako jej kierownik, 6 czerwca 1975 uzyskał tytuł profesora nadzwyczajnego. W 1976 został powołany na stanowisko prorektora ds. klinicznych Akademii Medycznej w Łodzi. Przy Klinice stworzył Pracownię Chirurgii Doświadczalnej, w której prowadzono pionierskie badania nad stosowaniem przeszczepów komórek beta trzustki oraz badania nad chirurgią tarczycy, nadnerczy i przytarczyc. Z jego inicjatywy w 1978 stworzono Sekcję Chirurgii Endokrynologicznej Polskiego Towarzystwa Endokrynologicznego, której został pierwszym prezesem (funkcję tę pełnił przez do 2002). Tytuł profesora zwyczajnego otrzymał w 1985. W latach 1987–1991 pełnił funkcję dyrektora Instytutu Endokrynologii AM w Łodzi. W 1993 zapoczątkował działalność pierwszej w Polsce Szkoły Chirurgii Laparoskopowej.  Na emeryturę przeszedł w 1995, pozostając nadal aktywnym w stworzonej przez siebie Klinice. Otrzymał honorowe członkostwo Towarzystwa Chirurgów Polskich. W 2003 zorganizował w Wiedniu posiedzenie założycielskie Europejskiego Towarzystwa Chirurgii Endokrynologicznej. 
Zmarł w wieku 87 lat i został pochowany na cmentarzu Zarzew w Łodzi.

## Dorobek naukowy
Był autorem lub współautorem 606 prac naukowych. Pod jego kierunkiem 37 lekarzy uzyskało specjalizację z chirurgii. Wypromował 34 prace doktorskie i 6 habilitacji. Czterech jego wychowanków otrzymało tytuł profesora zwyczajnego.

## Nagrody i wyróżnienia
Za swoje wybitne osiągnięcia z zakresu chirurgii otrzymał w 1999 medal im. Ludwika Rydygiera ustanowiony przez Krakowskie Stowarzyszenie im. Ludwika Rydygiera.